# Granges-sur-Lot
Granges-sur-Lot is een gemeente in het Franse departement Lot-et-Garonne (regio Nouvelle-Aquitaine) en telt 578 inwoners (2005). De plaats maakt deel uit van het arrondissement Agen.

## Geografie
De oppervlakte van Granges-sur-Lot bedraagt 4,2 km², de bevolkingsdichtheid is 137,6 inwoners per km².
De onderstaande kaart toont de ligging van Granges-sur-Lot met de belangrijkste infrastructuur en aangrenzende gemeenten.

## Demografie
Onderstaande figuur toont het verloop van het inwonertal (bron: INSEE-tellingen).